# Laser Raman
Un laser Raman è un particolare tipo di laser in cui il meccanismo di amplificazione della luce è collegato alla diffusione Raman, scoperta nel 1928 dal fisico indiano Chandrasekhara Venkata Raman.

## Principio di funzionamento
I laser Raman sono pompati otticamente.
Quando la luce colpisce una sostanza facendo vibrare i suoi atomi, le collisioni anelastiche dei fotoni con gli atomi causano una perdita di energia dei fotoni stessi, e una emissione di luce secondaria di diversa lunghezza d'onda. Un laser Raman amplifica questa emissione secondaria, anche se il pompaggio non è sufficiente a provocare l'inversione di popolazione, come avviene nei laser tradizionali. La differenza di energia tra il fotone incidente e quello diffuso anelasticamente è fissa e corrisponde alla frequenza vibrazionale del mezzo di pompaggio, permettendo così, in linea di principio, di determinare la lunghezza d'onda diffusa tramite una scelta appropriata del mezzo di pompaggio. Nei laser tradizionali invece, la frequenza emessa è dipendente dalle linee di emissione del mezzo.
In una fibra ottica a base di silicio, la variazione della frequenza diffusa può arrivare a guadagno di 13,2 THz. Nel vicino infrarosso questo corrisponde a una separazione tra le due linee incidente e diffusa di circa 100 nm.

## Tipologie di laser Raman
Il primo laser Raman, realizzato nel 1962 da Gisela Eckhardt e E.J. Woodbury usava nitrobenzene come mezzo di guadagno, con pompaggio intracavità in un laser a rubino impulsato con la tecnica Q-switching. Attualmente sono disponibili altri mezzi di guadagno per la costruzione di un laser Raman.

### Laser Raman a fibra
La prima dimostrazione di un laser Raman ad onda continua che utilizza una fibra ottica come mezzo di guadagno risale al 1976. Nei laser a fibra, viene mantenuto su distanze relativamente grandi uno stretto confinamento spaziale della luce di pompaggio. Ciò riduce notevolmente le potenze di soglia della pompa fino a livelli pratici e consente inoltre il funzionamento in onda continua.
Nel 1988 è stato realizzato il primo laser Raman a fibra basato su reticoli di Bragg in fibra. I reticoli di Bragg sono riflettori a banda stretta e agiscono come gli specchi della cavità laser. Sono inscritti direttamente nel nucleo della fibra ottica utilizzata come mezzo di guadagno, il che elimina le perdite sostanziali che si verificavano in precedenza a causa dell'accoppiamento della fibra a riflettori esterni al centro della cavità ottica.
Al giorno d'oggi, i laser Raman basati su fibra disponibili in commercio possono fornire potenze di uscita nell'intervallo di poche decine di Watt in funzionamento a onda continua. Una tecnica comunemente impiegata in questi dispositivi è la cosiddetta cascata, proposta per la prima volta nel 1994: la luce laser di "primo ordine" che viene generata dalla luce di pompaggio in un singolo passo di variazione di frequenza, rimane intrappolata nel risonatore laser ed è spinta a livelli di potenza così elevati da fungere essa stessa da pompa per la generazione di luce laser di "secondo ordine", che viene nuovamente spostata dalla stessa frequenza vibrazionale. In questo modo, un singolo risonatore laser viene utilizzato per convertire la luce di pompaggio (tipicamente intorno a 1060 nm) attraverso diversi passaggi fino a una arbitraria lunghezza d'onda di uscita.

### Laser Raman al silicio
Nel 2002 alcuni ricercatori del gruppo di Bahram Jalali presso l'Università della California a Los Angeles hanno dimostrato una emissione di luce Raman da cavi ottici su un chip di silicio, e nel 2004 hanno realizzato il primo laser al silicio in funzionamento pulsato. Nel febbraio 2005 alcuni ricercatori della Intel hanno realizzato una versione migliorata di questo laser al silicio, in grado di funzionare in onda continua.
Questi sviluppi hanno suscitato molto interesse perché era la prima volta che un laser veniva realizzato in silicio: il "classico" effetto laser basato su transizioni elettroniche è proibito nel silicio cristallino a causa della sua larghezza di banda indiretta. Le sorgenti luminose pratiche a base di silicio sarebbero molto interessanti per il campo della fotonica del silicio, che cerca di sfruttare il silicio non solo per realizzare componenti elettronici, ma anche per nuove funzionalità di elaborazione della luce sullo stesso chip.
A causa della sua struttura cristallina, gli atomi di silicio vibrano prontamente se colpiti da luce; in effetti l'effetto Raman è 10.000 volte più forte nel silicio che nel vetro normale. Una caratteristica notevole è che l'effetto Raman può dare emissione di fotoni ad energia maggiore di quelli di pompaggio.